# 恵文后 (秦)
恵文后（けいぶんこう）は、中国戦国時代の秦の王后。『史記集解』によると楚の出身で魏姓。本名と両親は不明。秦の恵文王の正室であり武王の母親。昭襄王の義理の母にあたる。

## 経歴
恵文君4年（紀元前334年）、恵文王に嫁ぎ、魏夫人と称される。
恵文君9年（紀元前329年）、恵文王の長男の公子蕩（後の武王）を産む。
武王4年（紀元前307年）、武王が22歳で薨去。武王とその正室の武王后との間に子が居なかったため、恵文王の公子間で後継者争いが勃発し、魏冄の後押しを受けた羋八子の子の公子稷が昭襄王として即位。
昭襄王元年（紀元前306年）から昭襄王2年（紀元前305年）にかけて、先の後継者争いで敗れた庶長の公子壮（季君）が中心となって公子雍ら反対勢力を結集して叛乱した。魏冄により叛乱は鎮圧され、昭襄王の兄弟で叛いた者は皆処刑され、恵文后もこの叛乱に加担した罪で処刑され、武王后は故国の魏に放逐（または自ら逃亡）された（季君の乱、または庶長壮の反乱）。